# El Yazerli
Pour plus de détails, voir Fiche technique et Distribution.
El Yazerli (arabe : اليازرلي) est un drame social irako-syrien réalisé par Kaïss Al Zoubeidi et sorti en 1974.
Il s'agit d'une adaptation du roman على الأكياس d'Hanna Mineh.
Le film est placé à la 79e de la liste des 100 meilleurs films arabes lors de la 10e édition Festival international du film de Dubaï en 2013,.

## Synopsis
Le film présente un ensemble de relations sociales entre des personnalités très différentes représentant chacune un segment de la société. L'histoire se déroule dans le port de Lattaquié où la vie au bord de l'eau dans le travail comme dans les loisirs est ponctuée de nombreuses interactions sociales et sexuelles.

## Fiche technique
- Titre français : El Yazerli[4]
- Titre original : اليازرلي[5]
- Réalisation : Kaïss Al Zoubeidi
- Scénario : Kaïss Al Zoubeidi, d'après le roman على الأكياس d'Hanna Mineh
- Photographie : George Lutfi Al Khaouri
- Montage : Kaïss Al Zoubeidi, Haitham Qawatli
- Musique : Solhi El-Wadi
- Sociétés de production : Organisation nationale du Cinéma (ONC)
- Pays de production :  Syrie -  Irak
- Langue de tournage : arabe
- Format : Noir et blanc - 1,33:1 - Son mono - 35 mm
- Genre : drame social
- Durée : 95 minutes
- Dates de sortie : 
  - Yougoslavie : 1974

## Distribution
- Mouna Wasef
- Adnan Barakat (ar)
- Abdallah Abbasi
- Maha Al Masri (ar)
- Nadia Arslane
- Akram Al Abed